# بخش جفرسون (شهرستان آدامز، اوهایو)
بخش جفرسون (به انگلیسی: Jefferson Township) یک منطقهٔ مسکونی در ایالات متحده آمریکا است که در شهرستان آدامز، اوهایو واقع شده‌است.
 بخش جفرسون ۱۱۱٫۷ کیلومتر مربع مساحت و ۱٬۰۴۶ نفر جمعیت دارد و ۱۹۵ متر بالاتر از سطح دریا واقع شده‌است.